# Бидестроф
Бидестро́ф (фр. Bidestroff) — коммуна во французском департаменте Мозель региона Лотарингия. Относится к кантону Дьёз.

## Географическое положение
Бидестроф расположен в 55 км к юго-востоку от Меца. Соседние коммуны: Басен, Мольрен и Гензелен на северо-востоке, Домнон-ле-Дьёз, Лостроф, Лудрефен и Кюттен на востоке, Рорбаш-ле-Дьёз и Зомманж на юго-востоке, Лендр-От, Дьёз, Вергавиль и Гебестроф на юго-западе, Геблен и Бургальтроф на северо-западе.

## История
- Здесь было местопребывание сеньората графа де Маримон провинции Лотарингия.
- Коммуна подверглась сильным разрушениям во время Первой мировой войны 1914—1918 годов.

## Демография
По переписи 2008 года в коммуне проживало 130 человек. 

## Достопримечательности
- Замок Бидерстроф.
- Церковь Сен-Мишель 1879 года, разрушена в 1914 году, восстановлена в 1920 году.

## Знаменитые уроженцы

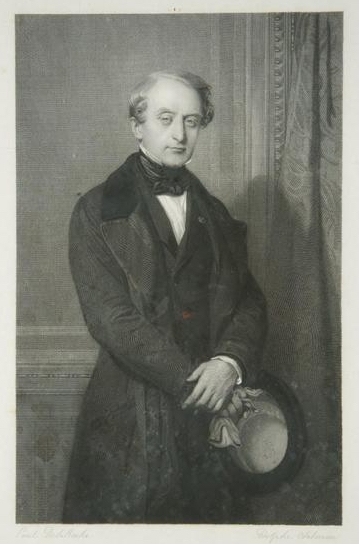
Эжен Шнайдер.

- Эжен Шнайдер (фр. Eugène Schneider; 1805—1875) — французский промышленник, основатель машиностроительной компании Schneider Electric.